# Saison 2 de Kyle XY
Chronologie
Saison 1 Saison 3
Cet article présente le guide de la deuxième saison de la série télévisée Kyle XY.
Note : En France, la saison 2 ne comporte que les treize premiers épisodes et les dix suivants (14 à 23) ont été labellisés comme la saison 3.

## Épisodes

### Épisode 1:Ceux qu'on aime
- États-Unis : 11 juin 2007 sur ABC Family
- France : 16 octobre 2007 sur W9 et le 3 mai 2008 sur M6
- Belgique : 26 juillet 2008 sur RTL-TVI

- Sarah-Jane Redmond (Rebecca Thatcher)

### Épisode 2:Ma famille
- États-Unis : 18 juin 2007 sur ABC Family
- France : 16 octobre 2007 sur W9 et le 3 mai 2008 sur M6
- Belgique : 26 juillet 2008 sur RTL-TVI

### Épisode 3:Quelqu'un d'ordinaire
- États-Unis : 25 juin 2007 sur ABC Family
- France : 23 octobre 2007 sur W9 et le 10 mai 2008 sur M6
- Belgique : 2 août 2008 sur RTL-TVI

### Épisode 4:La Routine
- États-Unis : 2 juillet 2007 sur ABC Family
- France : 23 octobre 2007 sur W9 et le 10 mai 2008 sur M6
- Belgique : 2 août 2008 sur RTL-TVI

### Épisode 5:Deuxième Chance
- États-Unis : 9 juillet 2007 sur ABC Family
- France : 30 octobre 2007 sur W9 et le 17 mai 2008 sur M6
- Belgique : 2 août 2008 sur RTL-TVI

### Épisode 6:Incertitudes
- États-Unis : 16 juillet 2007 sur ABC Family
- France : 30 octobre 2007 sur W9 et le 17 mai 2008 sur M6
- Belgique : 9 août 2008 sur RTL-TVI

- Nicholas Lea (Tom Foss)
- J. Eddie Peck (Adam Baylin)
- Magda Apanowicz (Andy Jensen)
- Leah Cairns (Emily Hollander)

### Épisode 7:Rébellion
- États-Unis : 23 juillet 2007 sur ABC Family
- France : 6 novembre 2007 sur W9 et le 24 mai 2008 sur M6
- Belgique : 9 août 2008 sur RTL-TVI

### Épisode 8:Le Temps des regrets
- États-Unis : 30 juillet 2007 sur ABC Family
- France : 6 novembre 2007 sur W9 et le 24 mai 2008 sur M6
- Belgique : 9 août 2008 sur RTL-TVI

### Épisode 9:Trahison
- États-Unis : Lundi 6 août 2007 sur ABC Family
- France : 13 novembre 2007 sur W9 et le 31 mai 2008 sur M6
- Belgique : 16 août 2008 sur RTL-TVI

- Leah Cairns (Emily Hollander)
- Nicholas Lea (Tom Foss)
- Magda Apanowicz (Andy Jensen)
- Conrad Coates (Ballantine)
- J. Eddie Peck (Adam Baylin)

### Épisode 10:La Clé des secrets
- États-Unis : 13 août 2007 sur ABC Family
- France : 13 novembre 2007 sur W9 et le 31 mai 2008 sur M6
- Belgique : 16 août 2008 sur RTL-TVI

- Leah Cairns (Emily Hollander)
- Nicholas Lea (Tom Foss)
- Magda Apanowicz (Andy Jensen)
- Conrad Coates (Ballantine)

### Épisode 11:Ces liens qui nous unissent
- États-Unis : 20 août 2007 sur ABC Family
- France : 20 novembre 2007 sur W9 et 28 juin 2008 sur M6
- Belgique : 16 août 2008 sur RTL-TVI

### Épisode 12:Rien ne va plus
- États-Unis : 27 août 2007 sur ABC Family
- France : 20 novembre 2007 sur W9 et 28 juin 2008 sur M6
- Belgique : 23 août 2008 sur RTL-TVI

### Épisode 13:Le Bénéfice du doute
- États-Unis : 3 septembre 2007 sur ABC Family
- France : 27 novembre 2007 sur W9, 18 avril 2009 sur M6
- Belgique : 23 août 2008 sur RTL-TVI

### Épisode 14:Toute la vérité
- États-Unis : 14 janvier 2008 sur ABC Family
- France :  24 octobre 2008 sur W9 (Rediffusion exceptionnelle le 30 octobre 2008),  18 avril 2009 sur M6
- Belgique : 23 août 2008 sur RTL-TVI

### Épisode 15:Un avenir plein de promesses
- États-Unis : 21 janvier 2008 sur ABC Family
- France : 30 octobre 2008 sur W9,  18 avril 2009 sur M6
- Belgique : 30 août 2008 sur RTL-TVI

### Épisode 16:Roméo et Juliette
- États-Unis : 28 janvier 2008 sur ABC Family
- France : 30 octobre 2008 sur W9 et 25 avril 2009 sur M6
- Belgique : 30 août 2008 sur RTL-TVI

### Épisode 17:Les Meilleures Intentions
- États-Unis : 4 février 2008 sur ABC Family
- France : 6 novembre 2008 sur W9, 25 avril 2009 sur M6
- Belgique : 30 août 2008 sur RTL-TVI

### Épisode 18:Un dimanche en enfer
- États-Unis : 11 février 2008 sur ABC Family
- France : 6 novembre 2008 sur W9
- Belgique : 6 septembre 2008 sur RTL-TVI
- Suisse : 14 avril 2010 sur TSR 2

### Épisode 19:L'Esprit de compétition
- États-Unis : 18 février 2008 sur ABC Family
- France : 13 novembre 2008 sur W9
- Belgique : 6 septembre 2008 sur RTL-TVI

### Épisode 20:On connait la chanson
- États-Unis : 25 février 2008 sur ABC Family
- France : 13 novembre 2008 sur W9
- Belgique : 6 septembre 2008 sur RTL-TVI

### Épisode 21:Faire le bon choix
- États-Unis : 3 mars 2008 sur ABC Family
- France : 20 novembre 2008 sur W9
- Belgique : 13 septembre 2008 sur RTL-TVI

### Épisode 22:Il n'est jamais trop tard
- États-Unis : 10 mars 2008 sur ABC Family
- France : 20 novembre 2008 sur W9
- Belgique : 13 septembre 2008 sur RTL-TVI

### Épisode 23:Un bal parfait
- États-Unis : 17 mars 2008 sur ABC Family
- France : 20 novembre 2008 sur W9
- Belgique : 13 septembre 2008 sur RTL-TVI